# باتو آپوی (تمبورونگ)
باتو آپوی (به لاتین: Batu Apoi) یک منطقهٔ مسکونی در برونئی است که در استان تمبورونگ واقع شده‌است. باتو آپوی ۲۲۲ کیلومتر مربع مساحت و ۱٬۵۹۵ نفر جمعیت دارد.